# Brug 769
Brug 769 is een vaste brug in Amsterdam Nieuw-West.
De brug is een zogenaamde duikerbrug over een duiker. Die duiker verbindt de parallelsloot van de Osdorperweg met de gracht Slotervaart. De brug dateert van ongeveer 1964 toen de Slotervaart in gereedheid werd gebracht om via de Akersluis en brug 773 aan te sluiten op de Ringvaart van de Haarlemmermeer. De brug lag dan ook eerst in de Akersluisweg, in 2000 omgedoopt tot P. Hans Franfurthersingel.
De brug valt nauwelijks op in het straatbeeld; ze is zichtbaar aan de leuningen aan beide kanten en aan het feit dat over de duiker een verkeersdrempel is gelegd. Ten noordoosten van de duikerbrug staat de blikvanger Aeckerstyn, een opvallende hoogbouwflat.

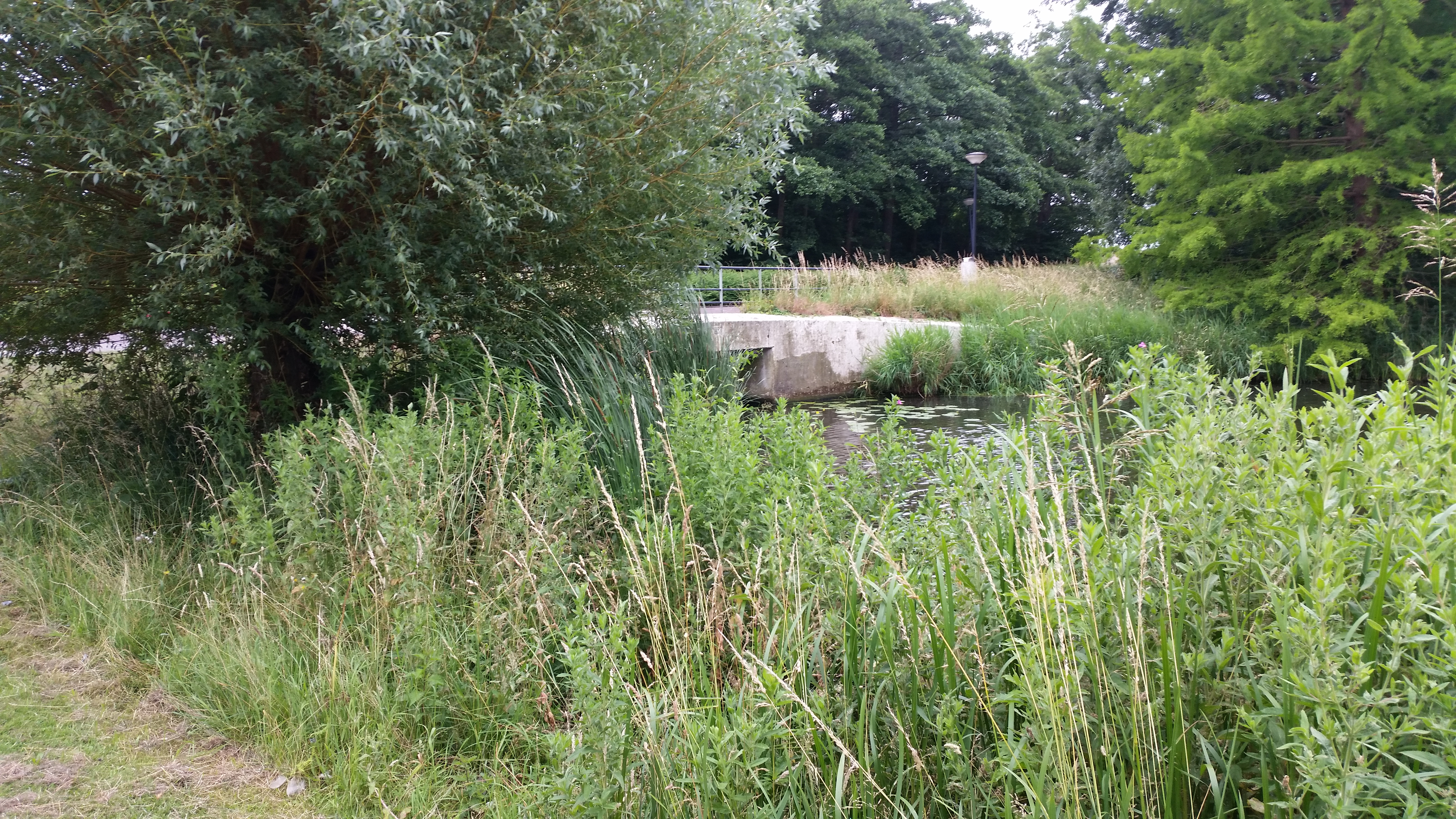
Zijaanzicht (juni 2018)

<<< · 700 · 701 · 702 · 703 · 704 · 705 · 706 · 707 · 708 · 709 · 710 · 711 · 712 · 713 · 714 · 715 · 716 · 717 · 718 · 719 · 720 · 721 · 722 · 725 · 726 · 729 · 730-738 · 739 · 740 · 741 · 742 · 743 · 744 · 745 · 746 · 747 · 748 · 749 · 751 · 752 · 753 · 754 · 755 · 756 · 757 · 758 · 759 · 760 · 761 · 762 · 763 · 764 · 765 · 766 · 767 · 768 · 769 · 770 · 771 · 772 · 773 · 775 · 776 · 777 · 778 · 779 · 780 · 781 · 782 · 783 · 784 · 786 · 787 · 788 · 789 · 790 · 791 · 792 · 793 · 794 · 795 · 797 · >>>
Brugnummers  723, 724, 727, 728, 750, 774, 785, 796 (niet gerealiseerde brug over de Slotervaart), 798 en 799 zijn niet vergeven.